# Courrier International
Courrier International é um jornal semanal francês, sediado em Paris, pertencente ao grupo Le Monde. Sua primeira edição foi em 1990, seus artigos são a tradução de matéria de 900 jornais internacionais.
O jornal tem uma versão em português. A edição japonesa Courrier Japon foi iniciada em 17 de novembro de 2005.

## Circulação
| Ano  | Distribuição na França | Distribuição paga | Distribuição total |
| ---- | ---------------------- | ----------------- | ------------------ |
| 2015 | 167 184                | 179 579           | 182 303            |
| 2016 | 164 624                | 176 689           | 178 786            |
| 2017 | 166 319                | 178 159           | 179 706            |
| 2018 | 157 160                | 167 330           | 169 265            |
| 2019 | 155 079                |                   | 166 764            |